# Bielska Rówień
Bielska Rówień (niem. Beler Alm, słow. Belianska roveň, węg. Bélai-lapos) – rówień na dnie Doliny Przednich Koperszadów w słowackich Tatrach. Znajduje się w jej środkowym piętrze, pomiędzy niskimi i wałowatymi stokami Bielskiej Kopy należącej do Tatr Wysokich oraz wyższymi stokami Jatek Bielskich należących do Tatr Bielskich. Położona jest na wysokości około 1500–1550 m, jest trawiasta, ale od czasu zaprzestania wypasu zarasta coraz bardziej kosodrzewiną. Ogranicza ją zarośnięty kosodrzewiną grzbiet Bielskiej Kopy. Grzbiet ten oddziela Potok spod Kopy od Białego Potoku. W górnej części równi uchodzi do niej Żleb spod Jatek.
Józef Nyka podaje dla równi nazwę Bielski Koszar. Pisze, że należał dawniej do mieszkańców Białej Spiskiej i na równi stały kiedyś szałasy pasterzy wołów (z tzw. Letniej Ulicy). Wypasali tutaj przez 4–6 tygodni. Po II wojnie światowej funkcjonował przez jakiś czas wyciąg narciarski z Bielskiego Koszaru na próg Doliny Białych Stawów.

## Turystyka
Przez Bielską Rówień prowadzi zielony szlak turystyczny.
 Tatrzańska Kotlina – rozdroże przy Huczawie – Schronisko pod Szarotką – Dolina do Siedmiu Źródeł – Dolina Przednich Koperszadów – Bielska Rówień – Biały Staw Kieżmarski. Odległość 9,7 km, suma podejść 1015 m, suma zejść 165 m, czas przejścia 3:40 h, z powrotem 2: 50 h

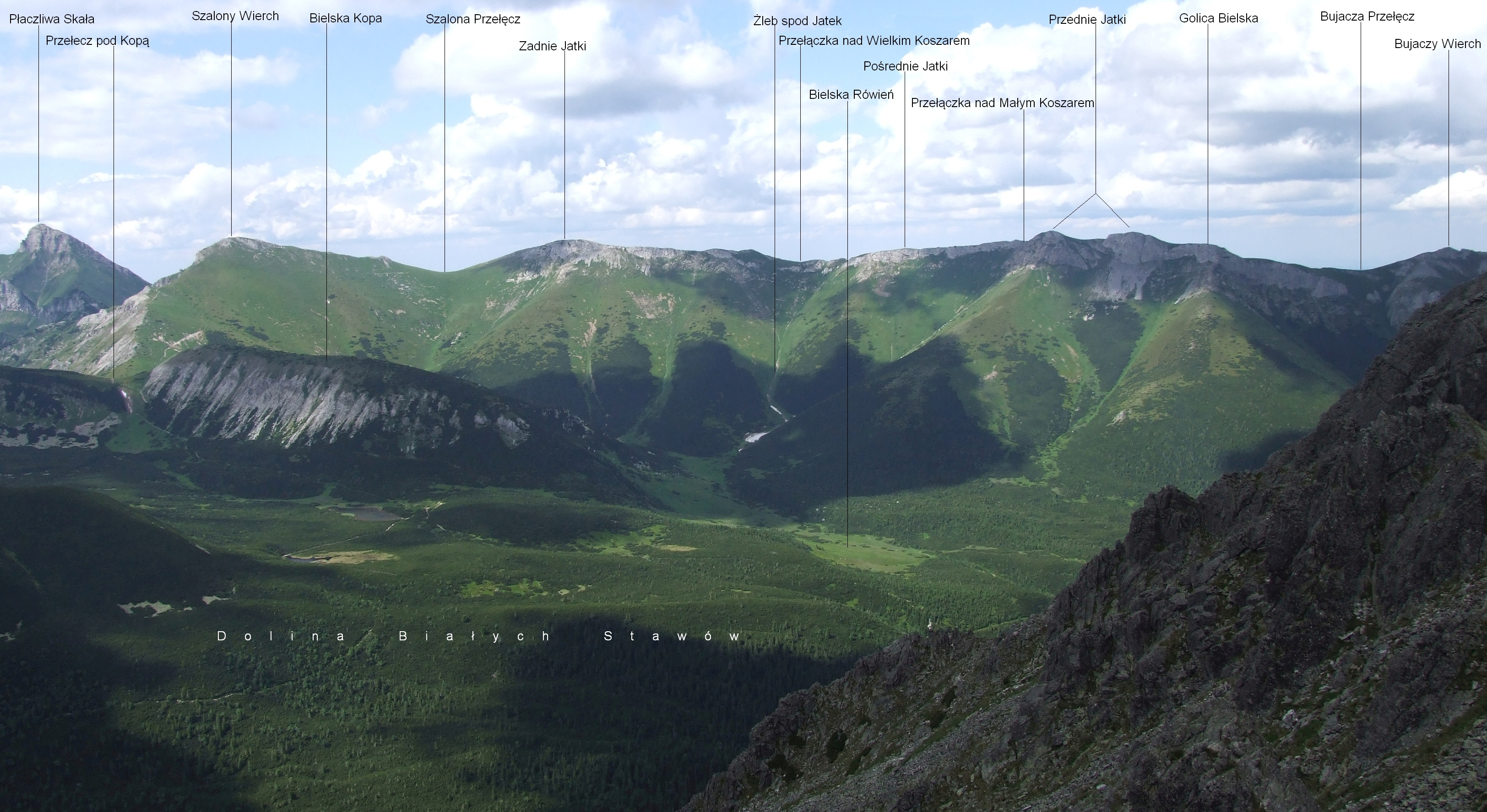
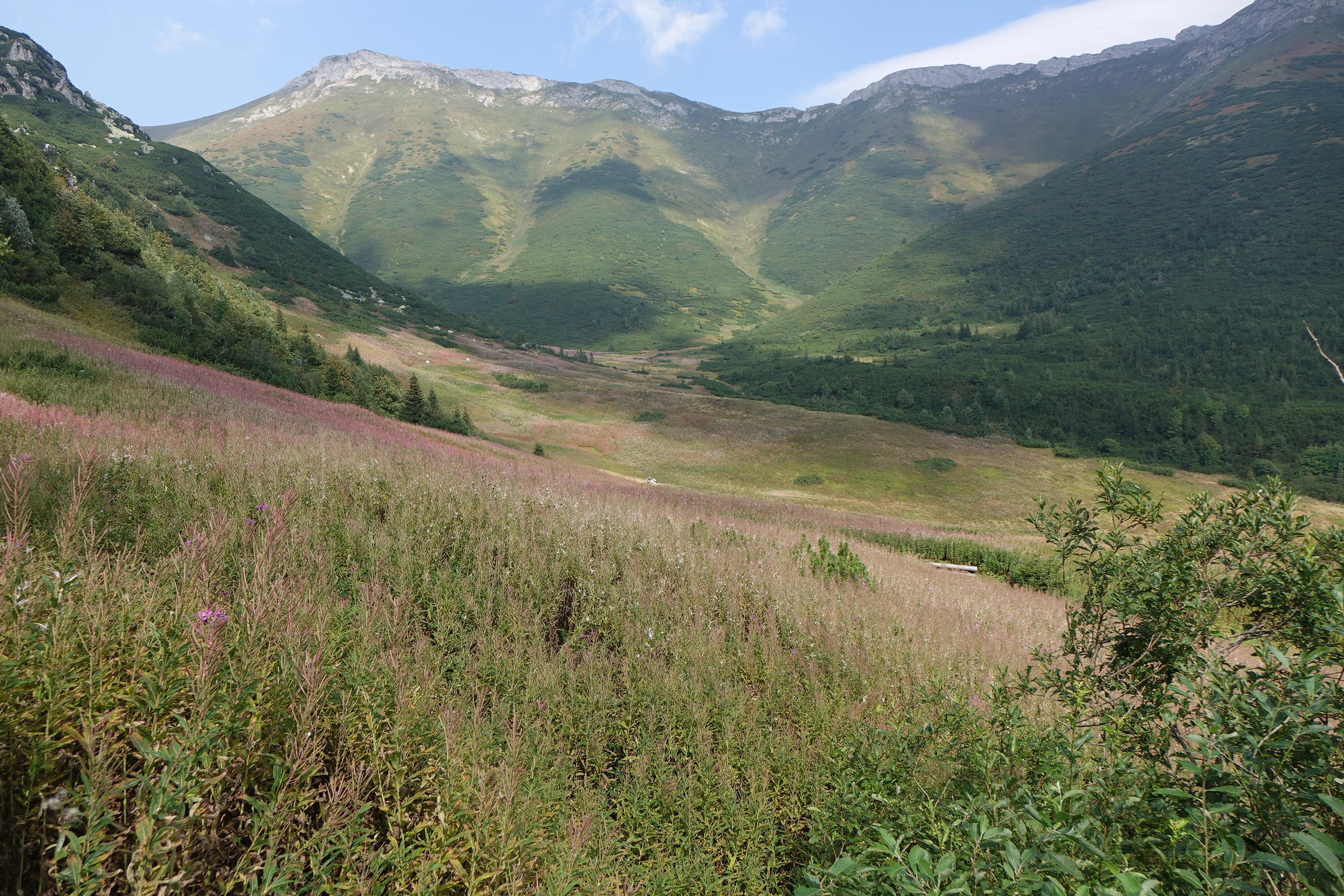
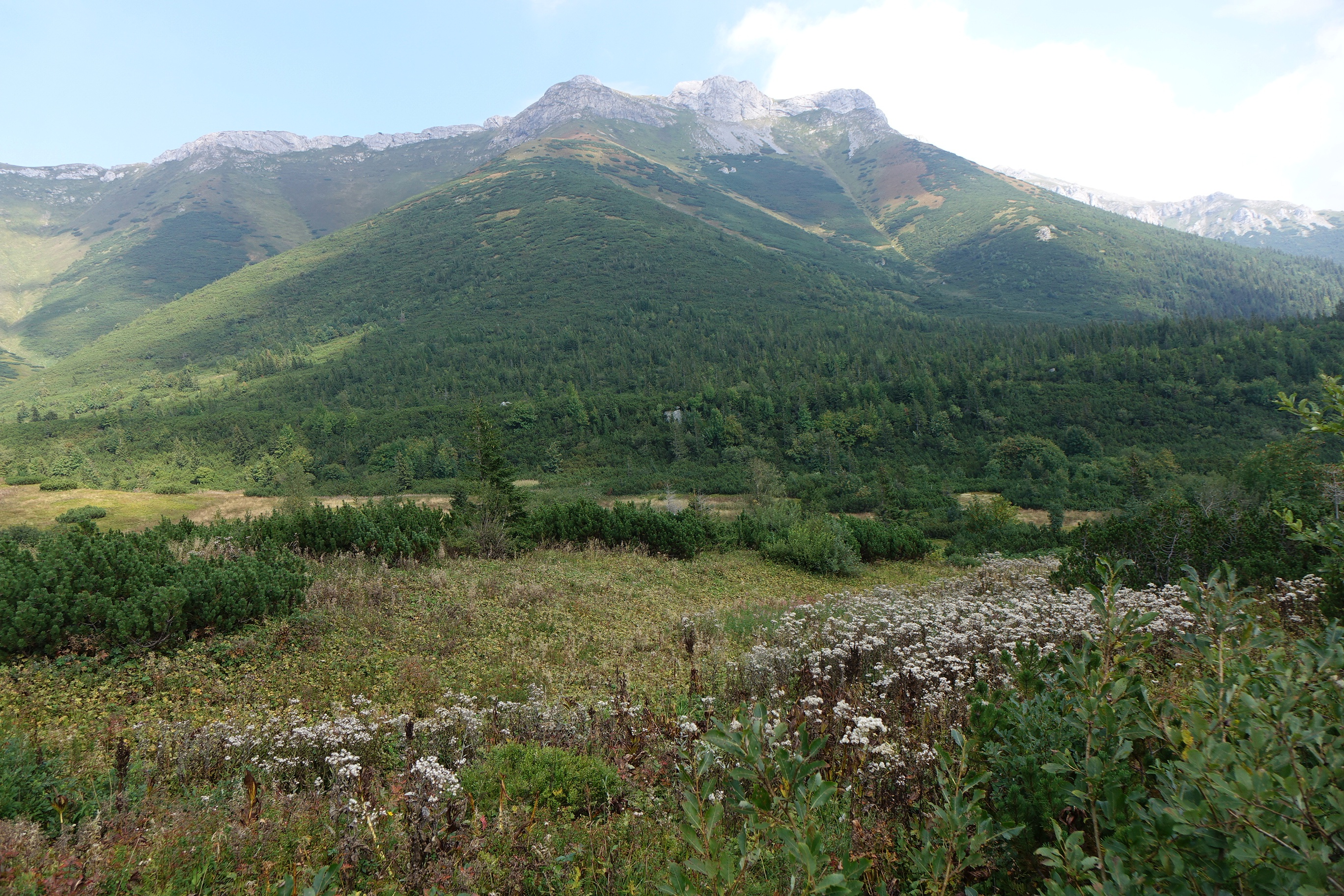
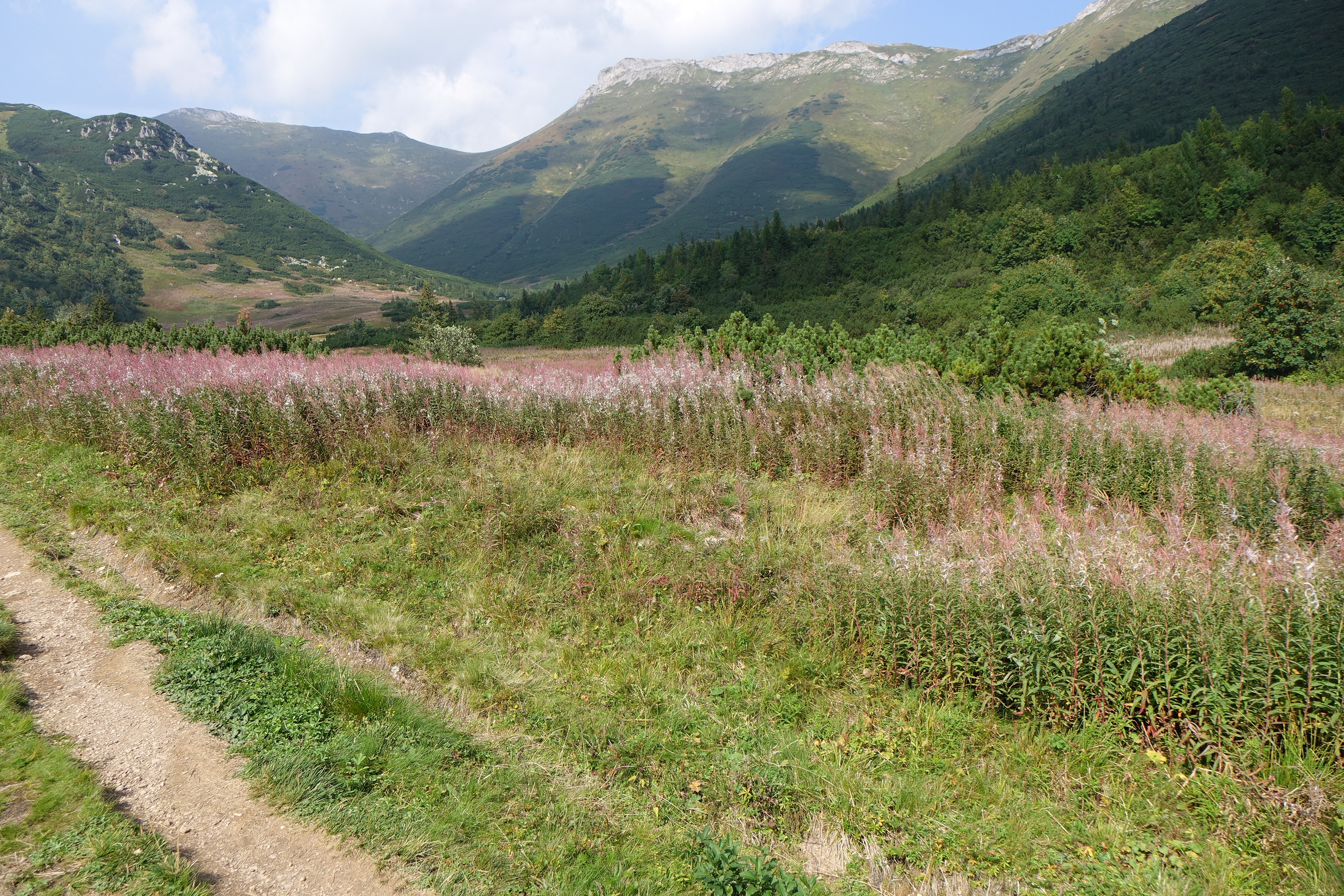